# 伊薩伊亞斯·德·諾羅尼亞

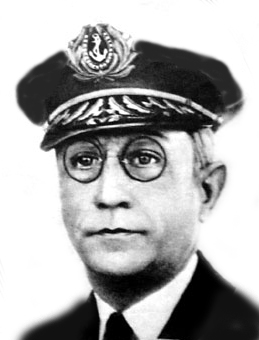
伊薩伊亞斯·德·諾羅尼亞

伊薩伊亞斯·德·諾羅尼亞（Isaías de Noronha，1874年7月6日—1963年1月29日），1930年與奧古斯托·塔索·弗拉戈索及梅納·巴雷托組成巴西军政府主席團，並於10月24日至11月3日期間任军政府主席，後擁立熱圖利奧·瓦加斯成為總統。  
他出生於一個海軍家庭，1887年他開始服役於海軍，並在此期間擔任過海軍俱樂部的主席。 
1930年10月25日，他擔任海軍部長，並任職於12月17日辭職。 
而他同時也是“三人軍政府”的成員之一。 
1931年2月他升格為海軍中將，並服役至1941年退休。 
1963年6月29日逝世於里約熱內盧。 
他的叔叔是前海軍部長朱利奧·凱撒·德·諾羅尼亞。
| 前任： 华盛顿·路易斯·佩雷拉·德索萨 | 巴西政府首脑 | 繼任： 熱圖利奧·瓦加斯 |